# Brahmina canaliculata
Brahmina canaliculata är en skalbaggsart som beskrevs av Leon Fairmaire 1897. Brahmina canaliculata ingår i släktet Brahmina och familjen Melolonthidae. Inga underarter finns listade.